# Duitstalige Gemeenschapsverkiezingen 2009/Kandidatenlijst/Vivant
Dit is de kandidatenlijst van Vivant voor de Duitstalige Gemeenschapsraadverkiezingen van 2009. De verkozenen staan vetgedrukt.

## Effectieven
1. Michael Balter
2. Gabriele Kringels
3. Edwin Kreitz
4. Andreas Hock
5. Alain Mertes
6. Helmuth Born
7. Petra Schür
8. Ursula Wiesemes
9. René Davids
10. Elisabeth Gallo
11. Marie Bontemps
12. Julia Bender
13. Nadine Held
14. Julia Hanf
15. Werner Werding
16. Peter Pflips
17. Anita Brusselmans
18. Michaela Peters
19. Francy Huppertz
20. Christel Meyer
21. Heinrich Christen
22. Hubert Schäfer
23. Jean-Pierre Nelles
24. Eliane Nix
25. Josef Meyer